# Lentz Buttress
Lentz Buttress ist ein markantes Felsenkliff im westantarktischen Marie-Byrd-Land. Die 2800 m hohe Formation ragt 8 km ostnordöstlich des Faure Peak entlang der Nordseite der Wisconsin Range in den Horlick Mountains auf.
Der United States Geological Survey kartierte den Lentz Buttress anhand eigener Vermessungen und mittels Luftaufnahmen der United States Navy zwischen 1960 und 1964. Das Advisory Committee on Antarctic Names benannte ihn 1967 nach Leutnant Malcolm W. Lentz (1932–2001) von der US Navy, diensthabender Offizier auf der Amundsen-Scott-Südpolstation im antarktischen Winter 1962.